# Dahlgrenius nodieri
Dahlgrenius nodieri är en skalbaggsart som först beskrevs av Desbordes 1917.  Dahlgrenius nodieri ingår i släktet Dahlgrenius och familjen stumpbaggar. Inga underarter finns listade i Catalogue of Life.